# 孟婆斑
孟婆（Meng-p'o）是冥王星暗黑色的指節套環區域中的一節。孟婆斑橫跨本初子午線(經度0度)，在被潮汐鎖定的夏戎的正下方，東邊就是鯨魚（克蘇魯區）的尾巴。這個名字出自中國地府讓人遺忘前世的孟婆[mə̂ŋpʰɔ̌]。

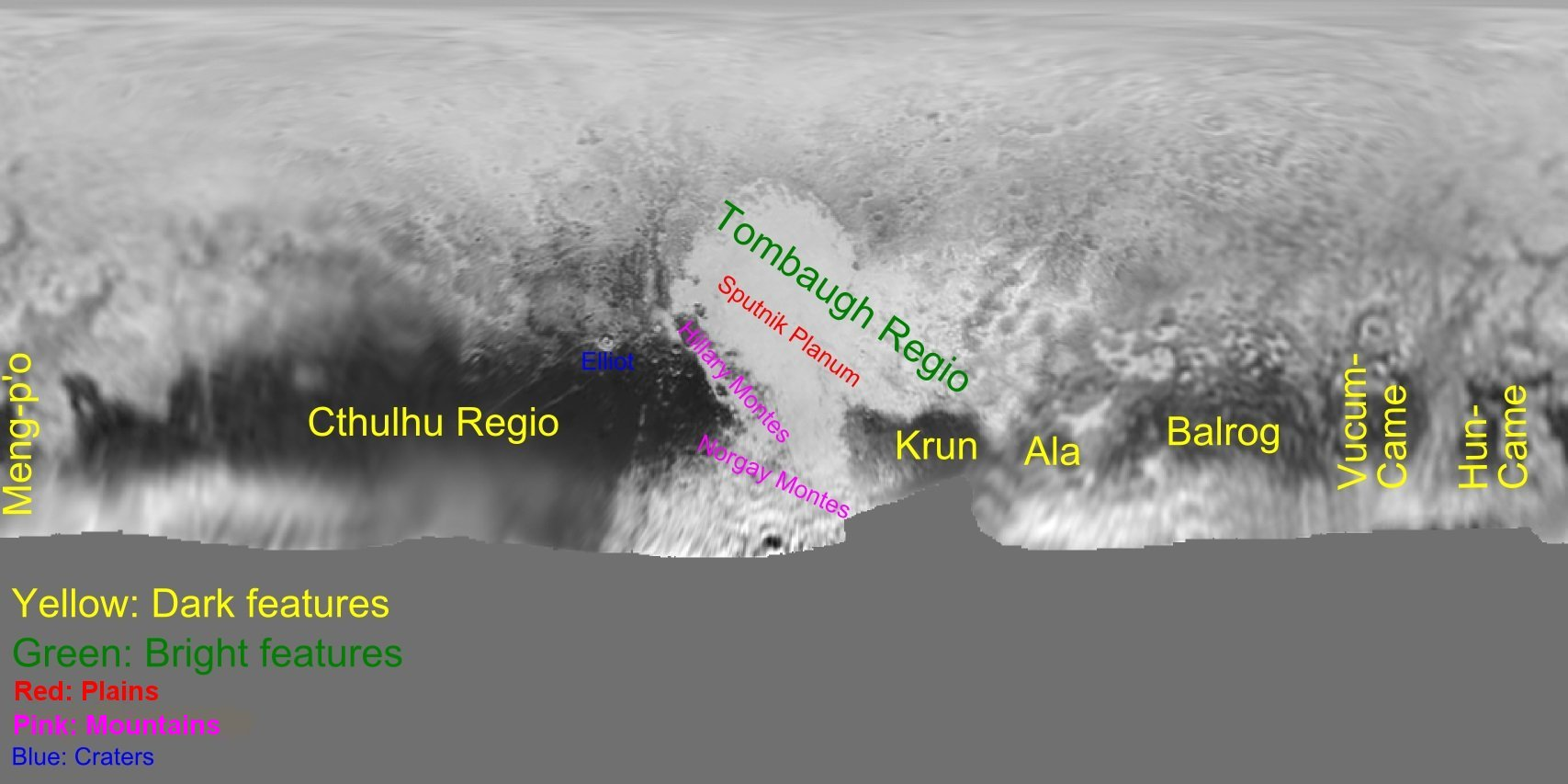
克蘇魯區和"指節套環"。孟婆斑是圖中被分割在左邊和右邊各一部分的小區域